# Papilio bianor
Papilio bianor Cramer, 1777. là một loài bướm phương có kích thước trung bình đến lớn.
Nó có sải cánh từ 45 đến 80 mm. Con bay vào mùa hè thường lớn hơn mùa xuân. Nó có màu đen, con cái có đốm đỏ trên cánh sau. Chúng phân bố ở Nhật Bản (từ Hokkaidō đến Okinawa, izu), Đài Loan, Korea, Trung Quốc, một phần của miền đông Nga

## Phụ loài
- P. b. dehaanii (Mainland Japan)
- P. b. okinawensis (Yaeyama islands, Okinawa, Japan)
- P. b. ryukyuensis (Okinawa islands, Japan)
- P. b. amamiensis (Amami islands, Kagoshima, Japan)
- P. b. tokaraensis (Tokara islands, Kagoshima, Japan)
- P. b. hachijonis (Hachijo island, Izu islands, Japan)
- P. b. kotoensis Sonan, 1927 (Taiwan)
- P. b. thrasymedes Fruhstorfer 1909 (Taiwan)

## Hình ảnh

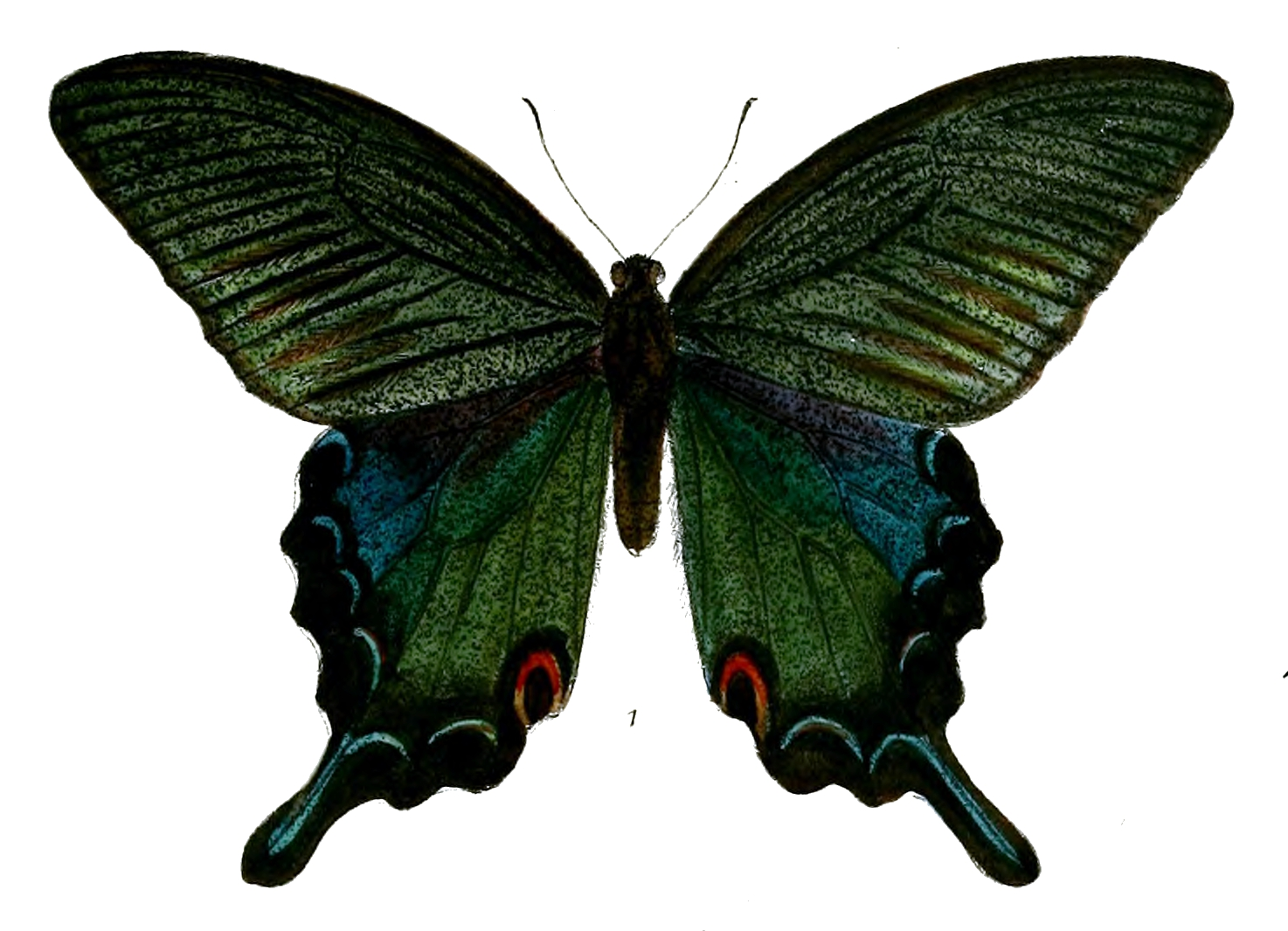
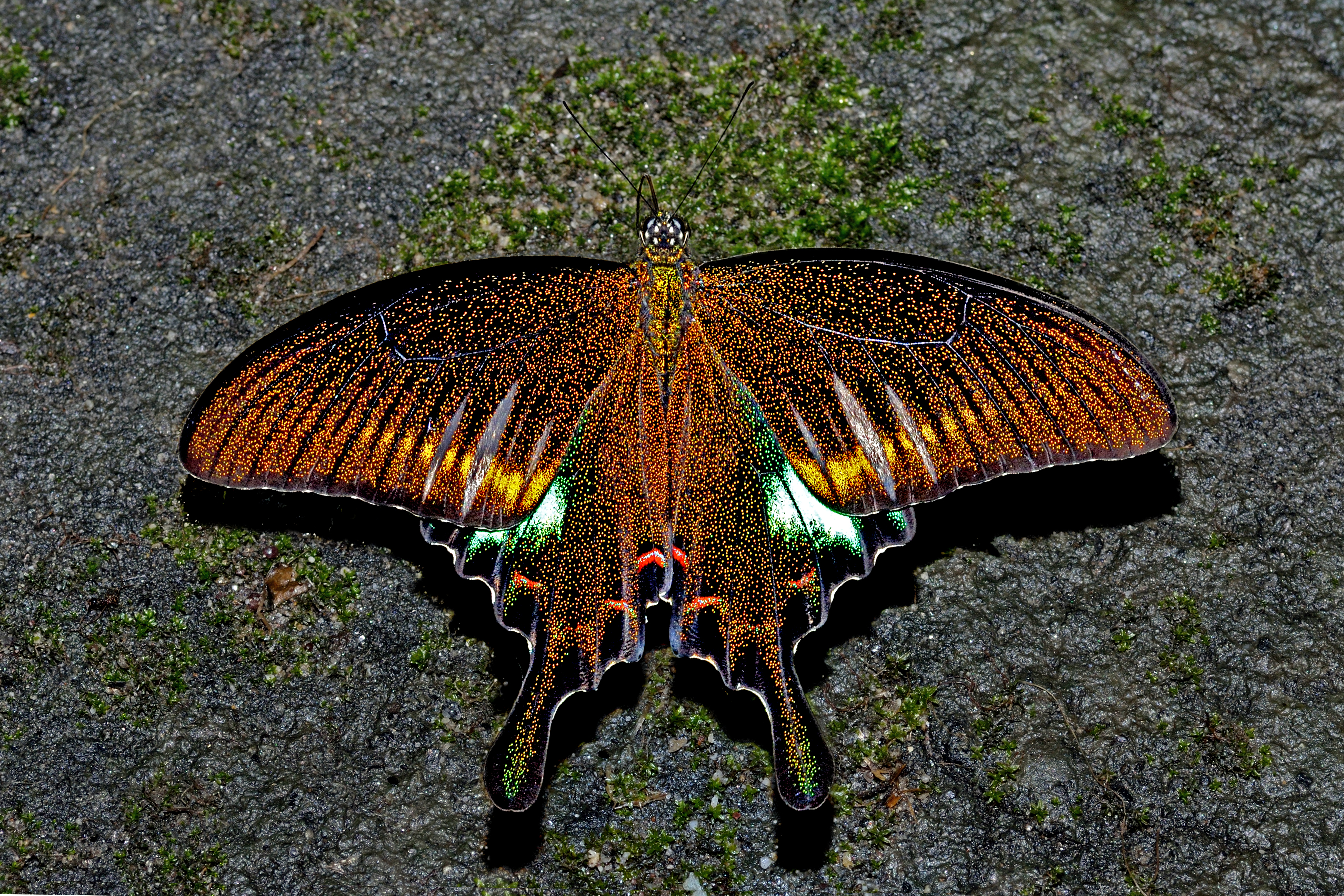
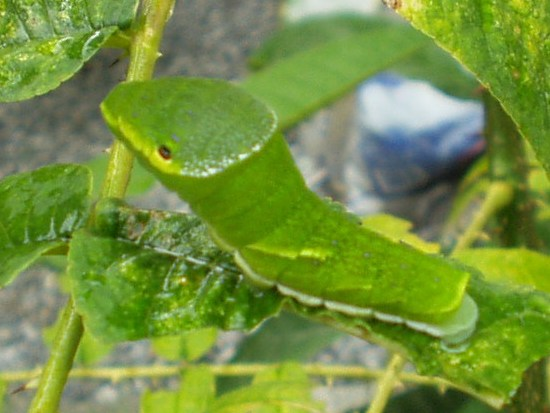
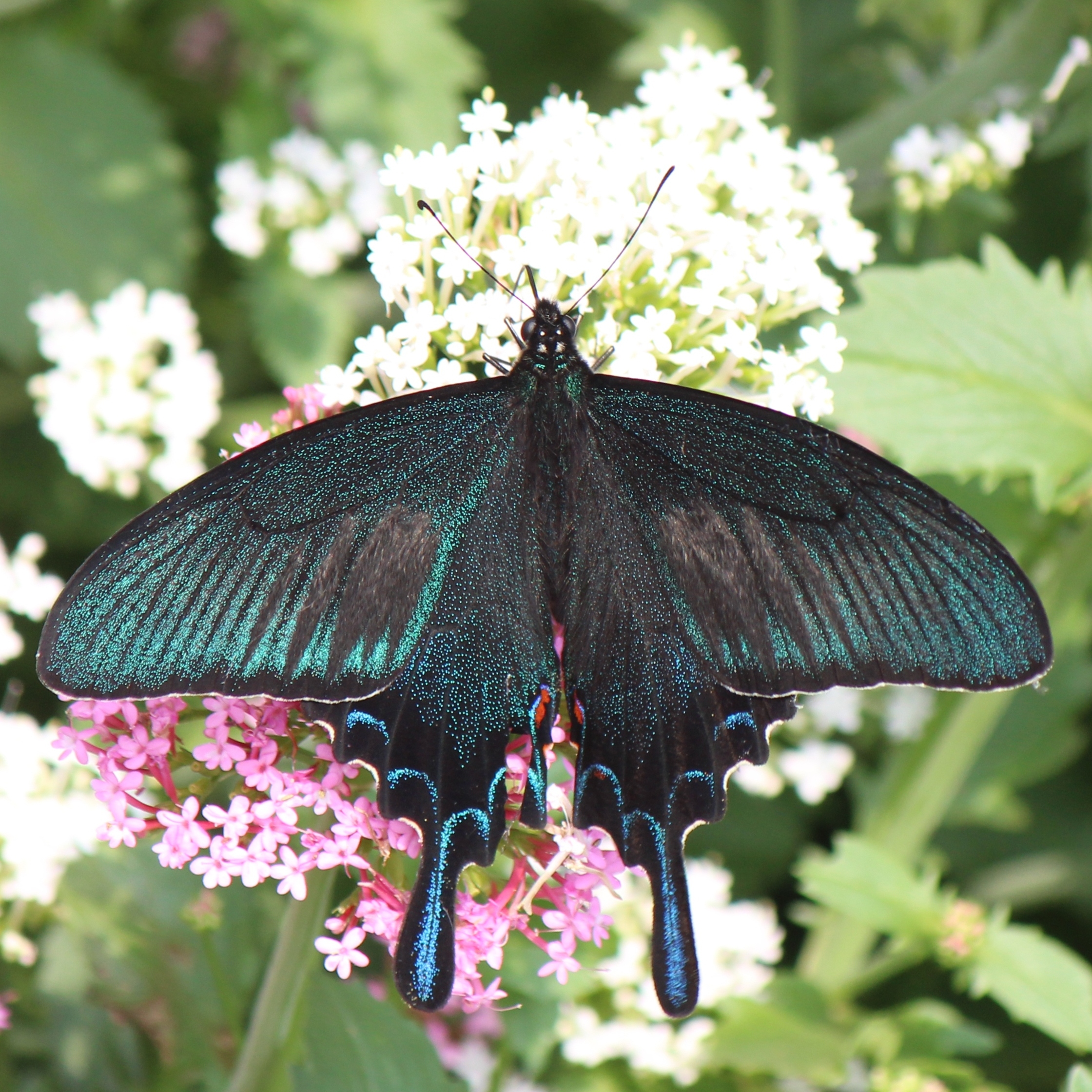
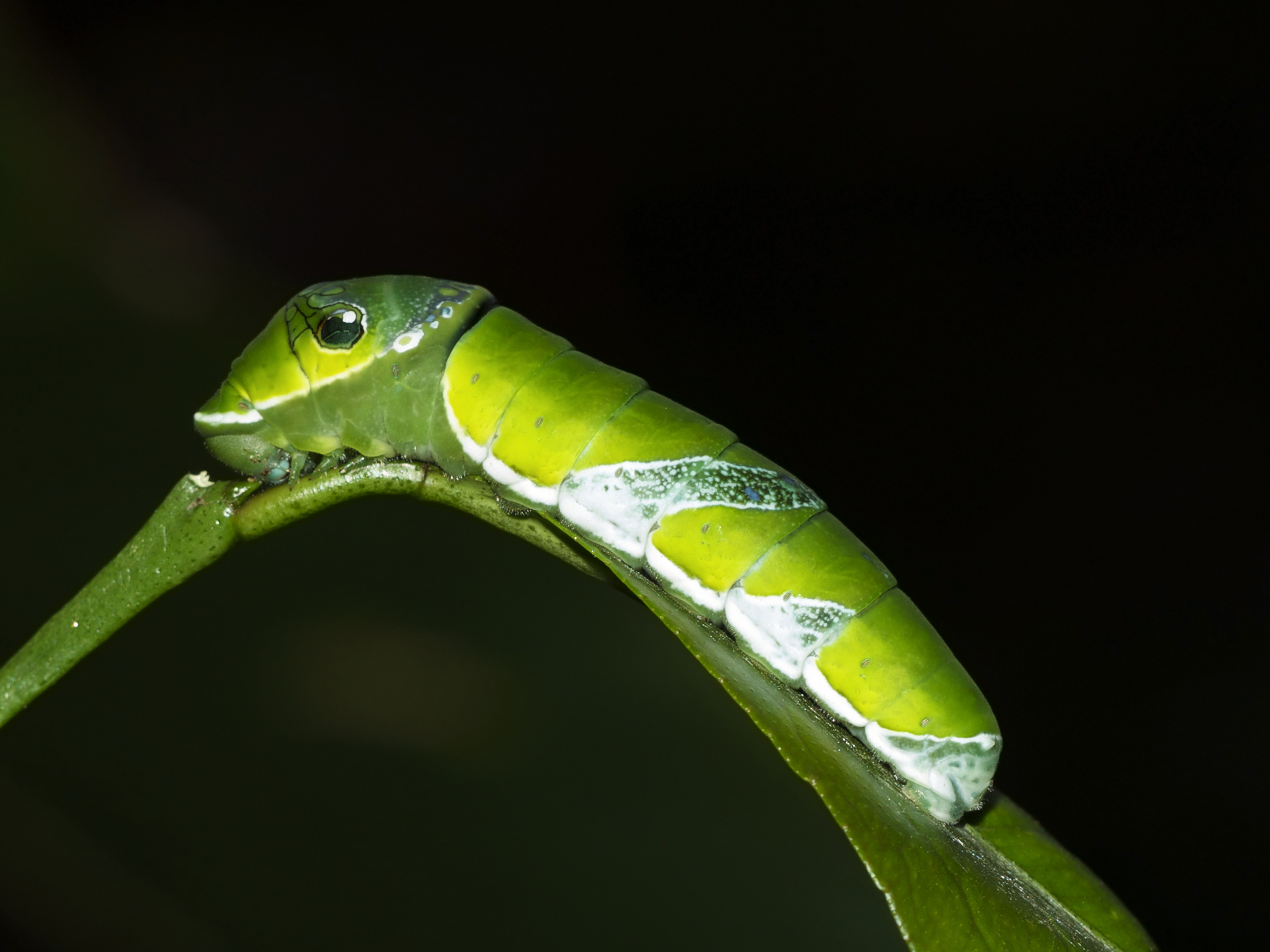

## Loài tương tự
Papilio maackii